# Bernd Wilms
Bernd Wilms (* 1. November 1940 in Solingen) ist ein ehemaliger Theaterintendant.

## Biografie
Nach dem Abitur studierte Wilms evangelische Theologie in Wuppertal und Tübingen, wechselte dann in die Fachbereiche Theaterwissenschaft, Philosophie und Germanistik der Universität Köln und promovierte im Februar 1969 an der Freien Universität Berlin zum Dr. phil. mit der  Dissertation „Der Schwank. Deutsches Trivialtheater 1880–1930“. Seit 1965 ist Wilms mit Brigitte Wilms verheiratet. Sie haben eine Tochter und einen Sohn.
Von 1968 bis 1972 arbeitete Wilms als Dramaturg an den Wuppertaler Bühnen bei Generalintendant Arno Wüstenhöfer und ging dann bis 1979 als Dramaturg und Pressereferent an das Deutsche Schauspielhaus Hamburg (Intendant Ivan Nagel). 1980/1981 fungierte er als Geschäftsführender Direktor des Festivals „Theater der Welt 81“ in Köln.
Er war 1981/1982 Dramaturg sowie Persönlicher Referent des Generalintendanten Wüstenhöfer am Theater Bremen. Von 1983 bis 1986 arbeitete Wilms als Dramaturg an den Münchner Kammerspielen. Von 1986 bis 1991 war er Direktor der Otto-Falckenberg Schauspielschule, die den Münchner Kammerspielen angegliedert ist. Von 1991 bis 1994 übernahm Wilms die Intendanz des Ulmer Theaters mit den Sparten Oper, Schauspiel und Tanz.
Von 1994 bis 2001 war er Intendant des Berliner Maxim Gorki Theaters und von 2001 bis Sommer 2008 des Deutschen Theaters Berlin. Er arbeitete unter anderem mit den Regisseuren Michael Thalheimer (Leitender Regisseur), Jürgen Gosch, Dimiter Gotscheff und Barbara Frey zusammen. Das Deutsche Theater war 2008 nach einem Kritikervotum das „Theater des Jahres“. Von April 2008 bis März 2010 war Wilms Kurator des Hauptstadtkulturfonds in Berlin.

## Werke
- mit Roland Koberg, Oliver Reese und Henrike Thomsen (Hrsg.): Deutsches Theater Berlin 2001–2008. 2 Bde. Band I: 150 Inszenierungen in Bildern. Band II: Chronik (Deutsch). Taschenbuch, München 2008, ISBN 978-3-894876-12-8.

Wilms veröffentlichte unter anderem: Der Zauberer von Oos (nach L. Frank Baum, m. Maria Reinhard) und Die Prinzessin von Oos (nach Baum). Wilms übersetzte die Offenbach-Operetten Périchole, Das Pariser Leben und Die Großherzogin von Gerolstein, sowie den Roman Peter Pan von James M. Barrie. Er arbeitete journalistisch u. a. für den SPIEGEL, Die ZEIT und die Frankfurter Allgemeine Zeitung

## Auszeichnungen
- 2008: Verdienstorden des Landes Berlin